# Wilhelm von Bardeleben
Wilhelm Friedrich Karl August von Bardeleben (* 24. August 1796 in Kassel; † 27. Januar 1859 in Fulda) war ein kurhessischer Generalmajor.

## Leben

### Herkunft
Wilhelm entstammte der II. Linie des magdeburgischen Uradelsgeschlechts von Bardeleben. Er war der älteste Sohn des Kurfürstlich Hessischen Oberkammerherrn und Präsidenten des Oberhofmarschallamtes Friedrich von Bardeleben (1768–1838) und dessen Ehefrau Wilhelmine, geborene von Schmerfeld (1770–1832). Der Generalleutnant und Gouverneur von Kassel Christoph von Bardeleben (1724–1784) war sein Großvater.

### Militärkarriere
Bardeleben trat während der Befreiungskriege gegen Frankreich am 27. Dezember 1813 als Sekondeleutnant in das Jäger-Bataillon der Kurhessischen Armee ein. Für den Sturm auf Medybas in der Nacht vom 14./15. September 1815 wurde er am 16. Oktober 1815 mit dem Orden vom Eisernen Helm ausgezeichnet. Er hatte mit Teilen der 2. Jäger-Kompanie die Stadtmauern erklommen und durch sein entschlossenes Handeln die Stadttore von innen öffnen geöffnet. Der preußische König Friedrich Wilhelm III. würdigte Bardelebens Verhalten durch die Verleihung des Ordens Pour le Mérite.
Bis 1820 avancierte er zum Stabskapitän und war als solcher zur Dienstleistung beim Kurprinzen Wilhelm kommandiert. Nach dessen Regierungsantritt wurde Bardeleben 1821 in das 2. Infanterie-Regiment versetzt und rückte bis 1835 zum Major auf. 1838 folgte seine Ernennung zum Kommandeur des 1. Bataillons im 3. Infanterie-Regiment in Hanau. In dieser Stellung 1843 zum Oberstleutnant befördert, wurde er am 21. März 1847 in das Leibgarde-Regiment versetzt und am 15. Juni 1848 mit der Führung 2. Infanterie-Regiments beauftragt. Im Jahr darauf avancierte er zum Oberst und Regimentskommandeur.
1854 stieg Bardeleben zum Generalmajor und Kommandanten von Marburg auf. In gleicher Eigenschaft war er ab 1855 in Fulda tätig und erhielt am 30. September 1856 das Kommandeurkreuz II. Klasse des Wilhelmsordens. Er starb in Ausübung seines Dienstes.

### Familie
Aus seiner am 12. September 1821 in Hanau geschlossenen Ehe mit Johanna Holzförster (1799–1859) gingen folgende Kinder hervor:
- Karoline (* 1823) ⚭ 1848 Emil von Apell († 1887), preußischer Oberst
- Emilie (1825–1877) ⚭ 1856 Hermann von Bultejus († 1874), preußischer Oberförster
- Wilhelmine (* 1828) ⚭ Julius von Lengerke († 1870), preußischer Major
- Marie (* 1830)
- Charlotte (1832–1876) ⚭ 1853 Hermann Kolbe (1818–1884), Chemiker[5]
- Friedrich (1835–1909), preußischer Oberst ⚭ 1873 Bertha Kerksieg (* 1852)